# 雜賀孫市
雜賀孫市（1534年－1589年、天文3年－天正17年5月2日？）為雜賀眾的首領；也有史料記載為雜賀孫一或鈴木孫一（孫一與孫市的日文同音）。舊名為鈴木重秀。

## 經歷
在石山合戰中，孫市率領雜賀眾進入石山本願寺，使得來犯的織田信長大軍吃足苦頭，並在紀伊國跟織田家作戰（雜賀征伐）。本願寺開門投降和解後，改與織田信長合作，並殺害土橋若大夫，和織田信長聯手。後來在關原之戰中因擊斬鳥居元忠之功，經由浪人牽線，入仕於水戶藩。
關於其真實身分，仍有許多未明之處，有一說雜賀孫市就是鈴木重意（鈴木佐大夫）、也有說他是重意之子鈴木重兼（別名平井孫一）、鈴木重朝（由參加關原之戰，並入仕水戶藩這個經歷推斷）或鈴木重秀。
不過也有資料指出，自從「孫市」打出名號之後，雜賀眾的首領代代都以「孫市」為名，因此「雜賀孫市」是把這些人的形象與事蹟所重疊在一起的可能性很高。

## 遊戲
- 戰國無雙系列、無雙OROCHI系列（光榮公司開發，磯部弘配音）
- 戰國BASARA系列（CAPCOM開發，大原沙耶香配音）
- Fate/Grand Order

## 關連項目
- 鈴木氏
- 雜賀城
- 太田城 (紀伊國)
- 雜賀孫六（日语：雜賀孫六）